# キエフスカヤ駅 (フィリョーフスカヤ線)
座標: 北緯55度44分37秒 東経37度33分56秒 / 北緯55.7436度 東経37.5655度
キエフスカヤ駅（キエフスカヤえき、ロシア語: Киевская）は、モスクワ地下鉄4号線の駅。鉄道のキエフスキー駅（キエフ行き列車の発着駅）と接続している。
フィリョーフスカヤ線のキエフスカヤ駅はアルバーツコ＝ポクローフスカヤ線および環状線ともつながっている。

## 歴史
1937年3月20日に開業した。1953年4月5日に閉鎖されたが、1958年7月7日に再開業した。

## 乗り換え
- キエフスカヤ駅（モスクワ地下鉄3号線）
- キエフスカヤ駅（モスクワ地下鉄5号線）
- キエフスキー駅（国鉄線）